# 岩水寺站
岩水寺站（日语：／ Gansuiji eki */?）是位於靜岡縣濱松市濱名區根堅1730番2號，天龍濱名湖鐵道的天龍濱名湖線車站。
在濱松市內設有遠州鐵道鐵道線遠州岩水寺站。而此站與該站之間，此站比較接近岩水寺。

## 歷史
- 1940年（昭和15年）6月1日 - 國鐵二俁線遠江森站至金指站之間開通，此站啟用。
- 1970年（昭和45年）6月1日 - 終止行李和小行李起卸業務，同時此站成為無人車站。
- 1973年（昭和48年）4月1日 - 終止貨物起卸業務。
- 1987年（昭和62年）3月15日 - 二俁線由天龍濱名湖鐵道接管，成為天龍濱名湖鐵道車站。
- 2011年（平成23年）1月26日 - 候車室和月台被登錄成為國家登錄有形文化財[1]。

## 車站構造
車站是一座地面車站，設有1面1線的單式月台。在國鐵二俁線時代，此站曾經設有1面2線的月台
此站是無人車站，沒有車站大樓。
候車室和月台被登錄成為國家登錄有形文化財。

## 使用狀況
以下為近年1日平均乘車人次
| 乘車人次變化 | 乘車人次變化      |
| 年度         | 一日平均 乘車人次 |
| ------------ | ----------------- |
| 2008         | 37                |
| 2009         | 35                |
| 2010         | 43                |
| 2011         | 45                |
| 2012         | 46                |
| 2013         | 48                |
| 2014         | 36                |
| 2015         | 31                |
| 2016         | 38                |
| 2017         | 45                |
| 2018         | 47                |

## 車站周邊
車站附近較多住宅。
- 岩水寺（日语：岩水寺） - 從車站向北步行10分鐘。
- 遠州鐵道鐵道線 遠州岩水寺站
- 國道152號（日语：国道152号）
- 國道362號（日语：国道362号）

## 相鄰車站
天龍濱名湖鐵道
天龍濱名湖線
西鹿島－岩水寺－宮口

## 注腳
1. 1 2  【文化財を登録有形文化財に登録する件】（平成23年文部科學省告示第2號） 《官報》 平成23年（2011年）1月26日付 號外，第16號 pp. 46-51
2. ↑  濱松市統計書

## 外部連結
- 岩水寺站 （页面存档备份，存于）（日語） - 天龍濱名湖鐵道株式會社